# Szegvár, Csongrád
Szegvár  este un sat în districtul Szentes, județul Csongrád, Ungaria, având o populație de 4.725 de locuitori (2011). 

## Demografie
Componența etnică a satului Szegvár
     Maghiari (98,19%)
     Romi (1,41%)
     Necunoscut (0,2%)
     Germani (0,2%)
     Alții (0,2%)
Componența confesională a satului Szegvár
     Romano-catolici (50,6%)
     Fără religie (13,71%)
     Reformați (4,85%)
     Atei (2,14%)
     Necunoscută (28,53%)
     Alte religii (0,4%)
Conform recensământului din 2011, satul Szegvár avea 4.725 de locuitori. Din punct de vedere etnic, majoritatea locuitorilor (98,19%) erau maghiari, cu o minoritate de romi (1,41%). Apartenența etnică nu este cunoscută în cazul a 0,2% din locuitori.  Din punct de vedere confesional, majoritatea locuitorilor (50,6%) erau romano-catolici, existând și minorități de persoane fără religie (13,71%), reformați (4,85%) și atei (2,14%). Pentru 28,53% din locuitori nu este cunoscută apartenența confesională.